# Aksakowo
Aksakowo (bułg. Аксаково) – miasto w północno-wschodniej  Bułgarii, w obwodzie Warna. Ośrodek administracyjny gminy Aksakowo.
Klimat umiarkowany kontynentalny.
Działa klub piłkarski FK Aksakowo.